# Guararapes
Guararapes es un municipio brasileño del estado de São Paulo. Se localiza a una latitud 21º15'39" sur y a una longitud 50º38'34" oeste, estando a una altitud de 415 metros. Su población estimada en 2008 era de 29.589 habitantes. Posee un área de 956,5 km². 

## Clima
El clima de Guararapes puede ser clasificado como clima tropical de sabana (Aw), de acuerdo con la clasificación climática de Köppen.

## Demografía
Datos del Censo - 2010
Población total: 30.600
- Urbana: 28.326
- Rural: 2.274
- Hombres: 15.092
- Mujeres: 15.508

Densidad demográfica (hab./km²): 31,99
Mortalidad infantil hasta 1 año (por mil): 10,20
Expectativa de vida (años): 74,58
Tasa de fertilidad (hijos por mujer): 1,79
Tasa de alfabetización: 90,60%
Índice de Desarrollo Humano (IDH-M): 0,802
- IDH-M Salario: 0,711
- IDH-M Longevidad: 0,826
- IDH-M Educación: 0,870

(Fuente: IPEADATA)

## Religión
El Cristianismo está presente en la ciudad de la siguiente manera:

### Iglesia Católica
La iglesia católica del municipio forma parte de la Diócesis de Araçatuba.

### Iglesia Protestante
En la ciudad están presentes las más diversas creencias evangélicas, principalmente pentecostales, incluidas las Asambleas de Dios de Brasil (la iglesia evangélica más grande del país), Congregación Cristiana, entre otras. Estas denominaciones están creciendo cada vez más en todo Brasil.